# Hans Schumacher (Badminton)

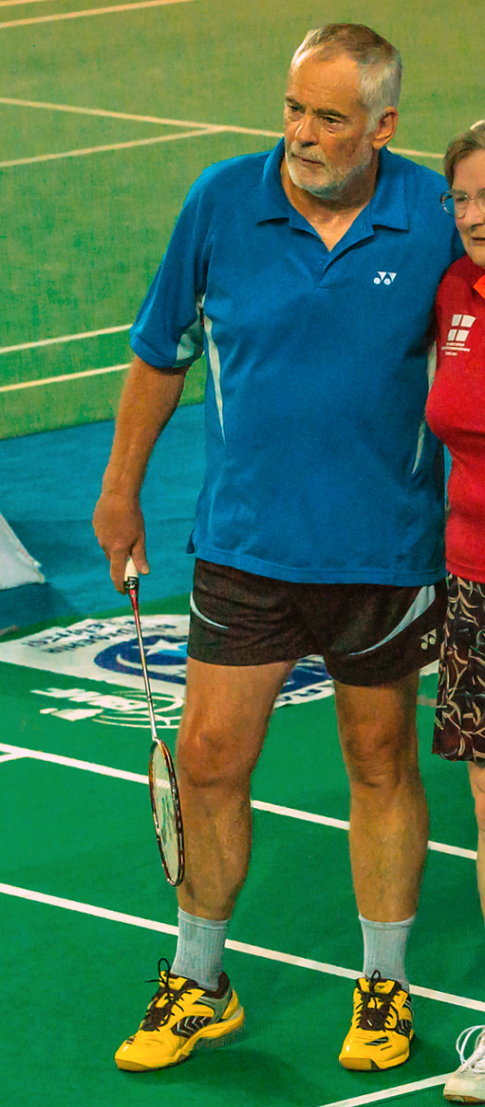
Hans Schumacher, 2013

Hans Schumacher (* 19. November 1941 in Hameln) ist ein deutscher Badmintonspieler.

## Karriere
Schumacher begann Mitte der 1960er Jahre Badminton zu spielen. Anfangs spielte er für den Post SV Bremerhaven, anschließend für den PSV Bremen. Danach spielte er jahrzehntelang für den 1. Bremer Badminton-Club (1. BBC). Im Doppel bestritt er mit seiner Mixed-Dauerpartnerin Renate Gabriel aus Nienburg fast 50 Jahre lang Badminton-Turniere. Er ist Weltmeister, Europameister und Deutscher Meister im Badminton. Bei den Badminton-Seniorenweltmeisterschaften in Katowice im Jahr 2019 errang er Gold im Mixed der Altersklasse O75. Danach zog er sich vorübergehend aus dem internationalen Sport zurück. Er lebt seit Ende der 1970er Jahre in Kirchweyhe.

## Sportliche Erfolge
| Jahr      | Veranstaltung                                | Disziplin    | Platz | Name                                                                                     |
| --------- | -------------------------------------------- | ------------ | ----- | ---------------------------------------------------------------------------------------- |
| 1990/1991 | Deutsche Seniorenmeisterschaft O48           | Herrendoppel | 1     | Hans Schumacher / Günther Müller (Polizei SV Bremen / PTSV Rosenheim)                    |
| 1992/1993 | Deutsche Seniorenmeisterschaft O50           | Herrendoppel | 2     | Hans Schumacher / Klaus Grothe (Polizei SV Bremen)                                       |
| 1993/1994 | Deutsche Seniorenmeisterschaft O50           | Herrendoppel | 1     | Hans Schumacher / Klaus Grothe (Polizei SV Bremen)                                       |
| 1993/1994 | Deutsche Seniorenmeisterschaft O50           | Mixed        | 1     | Hans Schumacher / Renate Gabriel-Buhlmann (Polizei SV Bremen)                            |
| 1994/1995 | Deutsche Seniorenmeisterschaft O50           | Mixed        | 2     | Hans Schumacher / Renate Buhlmann (Polizei SV Bremen)                                    |
| 1997      | Senioren-Europameisterschaft 55+             | Herrendoppel | 2     | Hans Schumacher / Klaus Grothe                                                           |
| 1997      | Senioren-Europameisterschaft 55+             | Mixed        | 2     | Hans Schumacher / Renate Buhlmann                                                        |
| 1997/1998 | Deutsche Seniorenmeisterschaft O55           | Herrendoppel | 2     | Hans Schumacher / Klaus Grothe (Polizei SV Bremen)                                       |
| 1998/1999 | Deutsche Seniorenmeisterschaft O55           | Mixed        | 1     | Hans Schumacher / Renate Gabriel-Buhlmann (1. Bremer Badminton Club / Polizei SV Bremen) |
| 1998/1999 | Deutsche Seniorenmeisterschaft O55           | Herrendoppel | 2     | Hans Schumacher / Klaus Grothe (Polizei SV Bremen)                                       |
| 1999      | Senioren-Europameisterschaft 55+             | Herrendoppel | 3     | Hans Schumacher / Klaus Grothe                                                           |
| 1999      | Senioren-Europameisterschaft 55+             | Mixed        | 1     | Hans Schumacher / Renate Gabriel                                                         |
| 1999/2000 | Deutsche Seniorenmeisterschaft O55           | Mixed        | 1     | Hans Schumacher / Renate Gabriel-Buhlmann (1. Bremer Badminton Club / Polizei SV Bremen) |
| 1999/2000 | Deutsche Seniorenmeisterschaft O55           | Herreneinzel | 2     | Hans Schumacher (1. Bremer Badminton Club)                                               |
| 2000/2001 | Deutsche Seniorenmeisterschaft O55           | Mixed        | 1     | Hans Schumacher / Renate Gabriel-Buhlmann (1. Bremer Badminton Club / Polizei SV Bremen) |
| 2001      | Senioren-Europameisterschaft 55+             | Mixed        | 1     | Hans Schumacher / Renate Gabriel                                                         |
| 2001      | Senioren-Europameisterschaft 60+             | Herrendoppel | 3     | Hans Schumacher / Klaus Grothe                                                           |
| 2001/2002 | Deutsche Seniorenmeisterschaft O55           | Herrendoppel | 1     | Hans Schumacher / Klaus Grothe (1. Bremer Badminton Club / PSV Bremen)                   |
| 2001/2002 | Deutsche Seniorenmeisterschaft O55           | Herreneinzel | 1     | Hans Schumacher (1. Bremer Badminton Club)                                               |
| 2002      | Senioren-Europameisterschaft 55+             | Mixed        | 3     | Hans Schumacher / Renate Gabriel                                                         |
| 2002      | Senioren-Europameisterschaft 60+             | Herrendoppel | 2     | Hans Schumacher / Klaus Grothe                                                           |
| 2002      | Senioren-Europameisterschaft 60+             | Herreneinzel | 2     | Hans Schumacher                                                                          |
| 2002/2003 | Deutsche Seniorenmeisterschaft O60           | Mixed        | 2     | Hans Schumacher / Renate Gabriel-Buhlmann (1. Bremer Badminton Club / Polizei SV Bremen) |
| 2002/2003 | Deutsche Seniorenmeisterschaft O60           | Herreneinzel | 1     | Hans Schumacher (1. Bremer Badminton Club)                                               |
| 2003      | Badminton-Seniorenweltmeisterschaft 2003 60+ | Herreneinzel | 1     | Hans Schumacher                                                                          |
| 2003      | Badminton-Seniorenweltmeisterschaft 2003 60+ | Mixed        | 2     | Hans Schumacher / Renate Gabriel                                                         |
| 2003/2004 | Deutsche Seniorenmeisterschaft O60           | Herreneinzel | 1     | Hans Schumacher (1. Bremer Badminton Club)                                               |
| 2003/2004 | Deutsche Seniorenmeisterschaft O60           | Mixed        | 1     | Hans Schumacher / Renate Gabriel (1. Bremer Badminton Club / PSV Bremen)                 |
| 2004      | Badminton-Seniorenweltmeisterschaft 2004 60+ | Herrendoppel | 3     | Hans Schumacher / Peter Gerth                                                            |
| 2004      | Badminton-Seniorenweltmeisterschaft 2004 60+ | Mixed        | 1     | Hans Schumacher / Renate Gabriel                                                         |
| 2004/2005 | Deutsche Seniorenmeisterschaft O60           | Herreneinzel | 3     | Hans Schumacher (1. Bremer Badminton Club)                                               |
| 2005/2006 | Deutsche Seniorenmeisterschaft O60           | Herrendoppel | 1     | Hans Schumacher / Klaus Grothe (1. Bremer Badminton Club / PSV Bremen)                   |
| 2005/2006 | Deutsche Seniorenmeisterschaft O60           | Mixed        | 1     | Hans Schumacher / Renate Gabriel (1. Bremer Badminton Club / TSV Bremen)                 |
| 2006      | Senioren-Europameisterschaft 60+             | Herreneinzel | 2     | Hans Schumacher                                                                          |
| 2006/2007 | Deutsche Seniorenmeisterschaft O65           | Mixed        | 1     | Hans Schumacher / Renate Gabriel (1. Bremer Badminton Club / PSV Bremen)                 |
| 2006/2007 | Deutsche Seniorenmeisterschaft O65           | Herrendoppel | 2     | Hans Schumacher / Peter Gerth (1. Bremer Badminton Club / TSV Spandau 1860)              |
| 2006/2007 | Deutsche Seniorenmeisterschaft O65           | Herreneinzel | 1     | Hans Schumacher (1. Bremer Badminton Club)                                               |
| 2007/2008 | Deutsche Seniorenmeisterschaft O65           | Herreneinzel | 1     | Hans Schumacher (1. Bremer Badminton Club)                                               |
| 2007/2008 | Deutsche Seniorenmeisterschaft O65           | Mixed        | 1     | Hans Schumacher / Renate Gabriel (1. Bremer Badminton Club / PSV Bremen)                 |
| 2007/2008 | Deutsche Seniorenmeisterschaft O65           | Herrendoppel | 2     | Hans Schumacher / Wilhelm Schmitz (1. Bremer Badminton Club / TV Witzhelden)             |
| 2008/2009 | Deutsche Seniorenmeisterschaft O65           | Mixed        | 1     | Hans Schumacher / Renate Gabriel (1. Bremer Badminton Club)                              |
| 2008/2009 | Deutsche Seniorenmeisterschaft O65           | Herrendoppel | 2     | Hans Schumacher / Peter Gerth (1. Bremer Badminton Club / TSV Spandau 1860)              |
| 2009      | World Games Badminton in Melbourne O65       | Herreneinzel | 1     | Hans Schumacher                                                                          |
| 2009      | World Games Badminton in Melbourne O65       | Herrendoppel | 3     | Hans Schumacher                                                                          |
| 2009      | World Games Badminton in Melbourne O65       | Mixed        | 2     | Hans Schumacher                                                                          |
| 2009/2010 | Deutsche Seniorenmeisterschaft O65           | Mixed        | 1     | Hans Schumacher / Renate Gabriel (1. Bremer Badminton Club)                              |
| 2010/2011 | Deutsche Seniorenmeisterschaft O65           | Mixed        | 1     | Hans Schumacher / Renate Gabriel (1. Bremer Badminton Club)                              |
| 2011/2012 | Deutsche Seniorenmeisterschaft O65           | Mixed        | 1     | Hans Schumacher / Renate Gabriel (1. Bremer Badminton Club)                              |
| 2012      | Senioren-Europameisterschaft 70+             | Herreneinzel | 1     | Hans Schumacher (1. Bremer Badminton Club)                                               |
| 2012      | Senioren-Europameisterschaft 70+             | Herrendoppel | 2     | Hans Schumacher / Heinz Regineri                                                         |
| 2012/2013 | Deutsche Seniorenmeisterschaft O70           | Herreneinzel | 1     | Hans Schumacher (1. Bremer Badminton Club)                                               |
| 2012/2013 | Deutsche Seniorenmeisterschaft O70           | Mixed        | 1     | Hans Schumacher / Renate Gabriel (1. Bremer Badminton Club)                              |
| 2013/2014 | Deutsche Seniorenmeisterschaft O70           | Herrendoppel | 1     | Hans Schumacher / Peter Gerth (1. Bremer Badminton Club / TSV Spandau 1860)              |
| 2013/2014 | Deutsche Seniorenmeisterschaft O70           | Herreneinzel | 2     | Hans Schumacher (1. Bremer Badminton Club)                                               |
| 2013/2014 | Deutsche Seniorenmeisterschaft O70           | Mixed        | 1     | Hans Schumacher / Renate Gabriel (1. Bremer Badminton Club)                              |
| 2014/2015 | Deutsche Seniorenmeisterschaft O70           | Herreneinzel | 3     | Hans Schumacher (1. Bremer Badminton Club)                                               |
| 2016/2017 | Deutsche Seniorenmeisterschaft O75           | Mixed        | 3     | Hans Schumacher / Renate Gabriel                                                         |
| 2016/2017 | Deutsche Seniorenmeisterschaft O75           | Herreneinzel | 1     | Hans Schumacher (1. Bremer Badminton Club)                                               |
| 2017/2018 | Deutsche Seniorenmeisterschaft O75           | Herreneinzel | 1     | Hans Schumacher (1. Bremer Badminton Club)                                               |
| 2016/2017 | Deutsche Seniorenmeisterschaft O75           | Mixed        | 1     | Hans Schumacher / Renate Gabriel                                                         |
| 2019      | Badminton-Seniorenweltmeisterschaft 2019 O75 | Mixed        | 1     | Hans Schumacher / Renate Gabriel                                                         |
| 2022      | Senioren-Europameisterschaft 75+             | Herrendoppel | 2     | Hans Schumacher / Gerd Pflug (TG Friedberg)                                              |
| 2024      | Senioren-Europameisterschaft 80+             | Herrendoppel | 1     | Hans Schumacher / Gerd Pflug (TG Friedberg)                                              |